# CBS Sport
CBS Sport blev dannet i 2006 og har sit tilhørsforhold på Copenhagen Business School.
CBS Sport's vedtægtsbestemte formål er at arbejde på at fremme mulighederne for udøvelse af idræt og motion blandt studerende og medarbejdere på Handelshøjskolen i København – CBS, og derved være med til at sikre et godt arbejds- og studiemiljø på CBS.

## Organisation
CBS Sport har en bestyrelse bestående af en formand, en næstformand, en kasserer og fire menige medlemmer som vælges på den årlige generalforsamling (formand, næstformand og kasserer for to år, menige medlemmer for ét år). Derudover vælges der en sportsansvarlig for hver sportsgren som bliver en del af sportsrådet.

## Sportsgrene
CBS Sport har 9 sportsgrene:
- Badminton
- Basketball
- Floorball
- Fodbold
- Håndbold
- Rugby
- Shotokan karate
- Tennis
- Volleyball

## Historie[1]

### 2005
Planerne om at starte en sportsklub på Copenhagen Business School startede allerede i 2005, hvor forslaget blev fremlagt for CBS som var positive stemt. Herefter begyndte arbejdet med at lægge planerne for sammenlægningen af tre håndboldhold (CBS Handball), et baskethold (CBS Basketball) og et fodboldhold (FC Internationale).

### 2006
30. marts 2006 blev den stiftende generalforsamling afholdt med stor succes, og allerede i efteråret 2006 bestod CBS Sport af tre fodboldhold, to håndboldhold og to baskethold og CBS Sport var endvidere involveret i flere sportsaktiviteter på CBS arrangeret af studerende og medarbejdere.

### 2007
I 2007 blev målsætningen for CBS Sport at komme op på 10 sportsgrene og tredoble antallet af medlemmer. I 2007 blev CBS Sport ligeledes medlem af FIU (Frederiksberg Idræts-Union), CBS Diversity, FIND og CBS Students. CBS Sport deltog ligeledes på "Fritid på Frederiksberg" og hjalp med at arrangere CBS Campus Relay.

### 2008
Grundet den øgede arbejdsbyrde i klubben, blev det i 2008 besluttet at ansætte en administrationsmedarbejder i en studenterstilling, hvilket den nyligt indgåede sponsoraftale med KPMG bl.a. gjorde muligt. Igen deltog CBS Sport i "Fritid på Frederiksberg" og hjalp med at arrangere CBS Campus Relay.
I 2008 blev der ligeledes tilføjet sportsgrenene Floorball, Cricket og Rugby, og der blev etableret en ski-afdeling som årligt skulle være med til at arrangere en CBS-skitur.

### 2009
2009 var året hvor CBS Sport Challenge første gang så dagens lys. CBS Sport Challenge var dette år en gratis heldagsturnering for studerende på CBS hvor alle dystede i både fodbold, basketball og volleyball. Over 200 deltog og kunne dermed betegnes som en stor succes.
I 2009 blev der ligeledes tilføjet tennis, ridning, volleyball og badminton, og www.cbssport.dk blev lanceret med mulighed for online betaling af kontingenter.

### 2010
I 2010 måtte CBS Sport desværre lukke ned for ridning igen, men til gengæld vandt herre-basketholdet oprykning til 2. Division, hvilket var en stor præstation!
CBS Sport deltog igen i "Fritid på Frederiksberg", var med til at afholde CBS Campus Relay og afholdte igen et succesfuldt CBS Sport Challenge med over 600 deltagere fra de omkringliggende universiteter som dystede i hver deres sportsgren (fodbold, basketball, volleyball, badminton og floorball). I 2010 blev CBS Sport Street Football Tournament afholdt første gang, med ca. 100 deltagere.
CBS Sport Panther, klubbens maskot, blev ligeledes fremvist for første gang i 2010.

### 2011
I 2011 fejrede CBS Sport deres 5 års fødselsdag med en stor reception. 2011 var dog også året hvor cricket desværre måtte stoppe som sport i CBS Sport, men i stedet kom skaterhockey til som ny sport. Igen hjalp CBS Sport med afholdelsen af CBS Campus Relay og afholdt et succesfuldt CBS Sport Challenge.

### 2012
I 2012 fortsatte væksten i klubben, og CBS Sport Floorball vandt oprykning til 1. Division efter en god sæson. Sponsoraftalen med KPMG udløb i 2011, men i 2012 blev en ny sponsoraftale indgået med Danske Bank. CBS Campus Relay blev desværre ikke afholdt i 2012 grundet metrobyggeriet på Solbjerg Plads, men CBS Sport Challenge blev endnu en gang afholdt med stor succes.

### 2013
2013 blev året hvor CBS Sport afholdt deres allerførste dodgeballturnering. Turneringen blev afholdt på Porcelænshaven hvor Ovnhallen var fyldt med studerende og nok den største CBS Sport succes siden CBS Sport Challenge. Derudover blev CBS Sport den officielle arrangør af Campus Relay, som nu fik navnet CBS Sport Campus Relay. CBS Sport Challenge blev ligeledes igen afholdt - dog denne gang med et mindre betalingsgebyr - men fortsat med stor succes. CBS Sport Street Football Tournament blev efter et par års fravær afholdt igen, denne gang på Dalgas Have - og på trods af lidt problemer med selve streetfodbold-banen, var det ligeledes en succes.
CBS Sport fik i 2013 nyt logo, grundet ændrede retningslinjer for brug af CBS' eget logo, hvorfor en logo-konkurrence blev udskrevet og en vinder, Milan Pleva, blev fundet.
I 2013 nåede fodboldafdelingen deres hidtil bedste resultater med oprykning til Serie 3 med deres højstrangerende herrehold, og oprykning til Københavnersserien med deres højstrangerende kvindehold.
Af andre gode resultater kan nævnes basket-herrernes oprykning til Sekundarækken Herrer Øst og rugby-herrernes oprykning til 1. division efter at have kæmpet sig ubesejret igennem 2. division!
CBS Sport X-fit blev i 2013 den nyeste tilføjede sportsgren i CBS Sport med faciliteter i kælderen under kantinen på Solbjerg Plads.
Sidst, men ikke mindst, blev E.ON præsenteret som ny sponsor for hhv. håndboldpigerne, volleyball og den årlige Dodgeball-turnering.

### 2014
CBS Sport Dodgeball Tournament-succesen fra 2013 blev gentaget og CBS Sport Campus Relay blev første gang afholdt i foråret i stedet for efteråret.
I foråret 2014 trak CBS Sport X-fit sig ud af CBS Sport-samarbejdet og fortsatte i eget regi, dog med eksklusivt tilbud til CBS Sport's øvrige sportsgrene.